# Martin Ferrero
Martin Ferrero (Brockport, 29 september 1947) is een Amerikaans acteur.
Hij werd vooral bekend in de jaren tachtig door zijn rol als (komische) kruimeldief in de politieserie Miami Vice en in 1993 in Jurassic Park als de advocaat Donald Gennaro.

## Filmografie

### Televisie
| Jaar      | Titel                           | Rol                                               | Opmerkingen                                               |
| --------- | ------------------------------- | ------------------------------------------------- | --------------------------------------------------------- |
| 1979      | The Ropers                      | Verkoper                                          | Aflevering: "Puppy Love"                                  |
| 1979      | Soap                            | Ober                                              | 1 aflevering                                              |
| 1979      | Angie                           | Vader Ortelli                                     | Aflevering: "Mary, Mary Marries"                          |
| 1980      | Angie                           | Vader Tortelli                                    | Aflevering: "Friends in Need"                             |
| 1980      | The White Shadow                | Biljartspeler                                     | Aflevering: "Coolidge Goes Hollywood"                     |
| 1981      | M*A*S*H                         | Gewonde man in jeep                               | Aflevering: "That's Show Biz"                             |
| 1981-1985 | Hill Street Blues               | Overvaller Mr. Sybert The Cisco Kid Alan Bradford | 5 afleveringen                                            |
| 1982      | Mork & Mindy                    | Fuca                                              | Aflevering: "I Don't Remember Mama"                       |
| 1982      | Kangaroos in the Kitchen        | Advocaat                                          | Televisiefilm                                             |
| 1982      | Joanie Loves Chachi             | Mr. Bresner                                       | Aflevering: "Best Foot Forward"                           |
| 1983      | Newhart                         | Ober                                              | Aflevering: "Grandma, What a Big Mouth You Have"          |
| 1983      | Diff'rent Strokes               | Coach                                             | Aflevering: "The Goat"                                    |
| 1983      | After MASH                      | Loomis                                            | Aflevering: "Night Shift"                                 |
| 1983-1984 | Happy Days                      | Omar                                              | 2 afleveringen                                            |
| 1984      | Alice                           | Bart                                              | Aflevering: "Romancing Mr. Stone"                         |
| 1984–1990 | Miami Vice                      | Trini DeSoto Izzy Moreno                          | 23 afleveringen                                           |
| 1985      | Cheers                          | Ober                                              | Aflevering: "Rescue Me"                                   |
| 1986      | Crime Story                     | Ignacio                                           | 2 afleveringen                                            |
| 1986      | Moonlighting                    | Peter Macy                                        | Aflevering: "Yours, Very Deadly"                          |
| 1987      | The Bronx Zoo                   | Anton Zemeckis                                    | Aflevering: "Small Victories"                             |
| 1988      | L.A. Law                        | Julius Goldfarb                                   | Aflevering: "Leapin' Lizards"                             |
| 1989      | Shannon's Deal                  | Lou Gondolf                                       | Televisiefilm                                             |
| 1990-1991 | Shannon's Deal (televisieserie) | Lou Gondolf                                       | 9 afleveringen                                            |
| 1991      | Dream On                        | Dr. Falco                                         | Aflevering: "The Second Greatest Story Ever Told"         |
| 1996      | Nash Bridges                    | Vincenzo "Vince" Diamond                          | Aflevering: "Javelin Catcher"                             |
| 1997      | The Practice                    | Sam Feldberg                                      | Aflevering: "Save the Mule"                               |
| 1998      | The X-Files                     | Schutter                                          | Aflevering: "The End"                                     |
| 2000      | Ali: An American Hero           | Angelo Dundee                                     | Televisiefilm                                             |
| 2011      | CollegeHumor Originals          | Donald Gennaro                                    | Aflevering: "Jurassic Park Character's Awful Realization" |

### Film
| Jaar | Titel                                  | Rol                          |
| ---- | -------------------------------------- | ---------------------------- |
| 1981 | The Incredible Shrinking Woman         | Bewaker                      |
| 1981 | Knightriders                           | Bontempi                     |
| 1982 | I Ought to Be in Pictures              | Monte Del Rey                |
| 1986 | Grung Go                               | Crandall                     |
| 1986 | Band of the Hand                       | Kassabediende                |
| 1986 | Modern Girls                           | Muziekvideoregisseur         |
| 1987 | Planes, Trains and Automobiles         | Bediende in motel            |
| 1988 | High Spirits                           | Malcolm                      |
| 1991 | Oscar                                  | Luigi Finucci                |
| 1992 | Stop! Or My Mom Will Shoot             | Paulie                       |
| 1993 | Reckless Kelly                         | Ernie the Fan                |
| 1993 | Jurassic Park                          | Donald Gennaro               |
| 1995 | Get Shorty                             | Tommy Carlo                  |
| 1995 | Heat                                   | Bediende in doe-het-zelfzaak |
| 1998 | Gods and Monsters                      | George Cukor                 |
| 1998 | The Naked Man                          | Sammy                        |
| 2000 | Shadows (korte film)                   | Benjamin                     |
| 2001 | Air Bud: World Pup (direct-naar-video) | Snerbert                     |
| 2001 | The Tailor of Panama                   | Teddy, de reporter           |

### Computerspel
| Jaar | Titel               | Rol            | Opmerkingen |
| ---- | ------------------- | -------------- | ----------- |
| 2015 | LEGO Jurassic World | Donald Gennaro | Stem        |

- International Standard Name Identifier: 0000 0000 5217 6439
- Library of Congress Control Number: no2001094116
- Nationale Bibliotheek van Tsjechië: xx0076475
- Système universitaire de documentation: 069184690
- Virtual International Authority File: 4587928
- WorldCat: E39PBJwhB68VcWmBQWKq6xRdwC